# União Soviética nos Jogos Olímpicos de Inverno de 1976
A União Soviética mandou 79 competidores que disputaram nove modalidades nos Jogos Olímpicos de Inverno de 1976, em Innsbruck, na Áustria. A delegação conquistou 27 medalhas no total, sendo treze de ouro, seis de prata e oito de bronze.